# Nazareno Cruz y el lobo
Nazareno Cruz y el lobo é um filme de drama argentino de 1975 dirigido por Leonardo Favio. Foi selecionado como representante da Argentina à edição do Oscar 1976, organizada pela Academia de Artes e Ciências Cinematográficas.

## Elenco
- Juan José Camero ... Nazareno Cruz
- Marina Magali ... Griselda
- Alfredo Alcón
- Lautaro Murúa ... Julián
- Nora Cullen ... Lechiguana
- Elcira Olivera Garcés ... Damiana
- Saul Jarlip ... Pancho
- Juanita Lara ... Fidelia
- Yolanda Mayorani
- Marcelo Marcote
- Josefina Faustín
- Augusto Kretschmar